# Ryan Sullivan

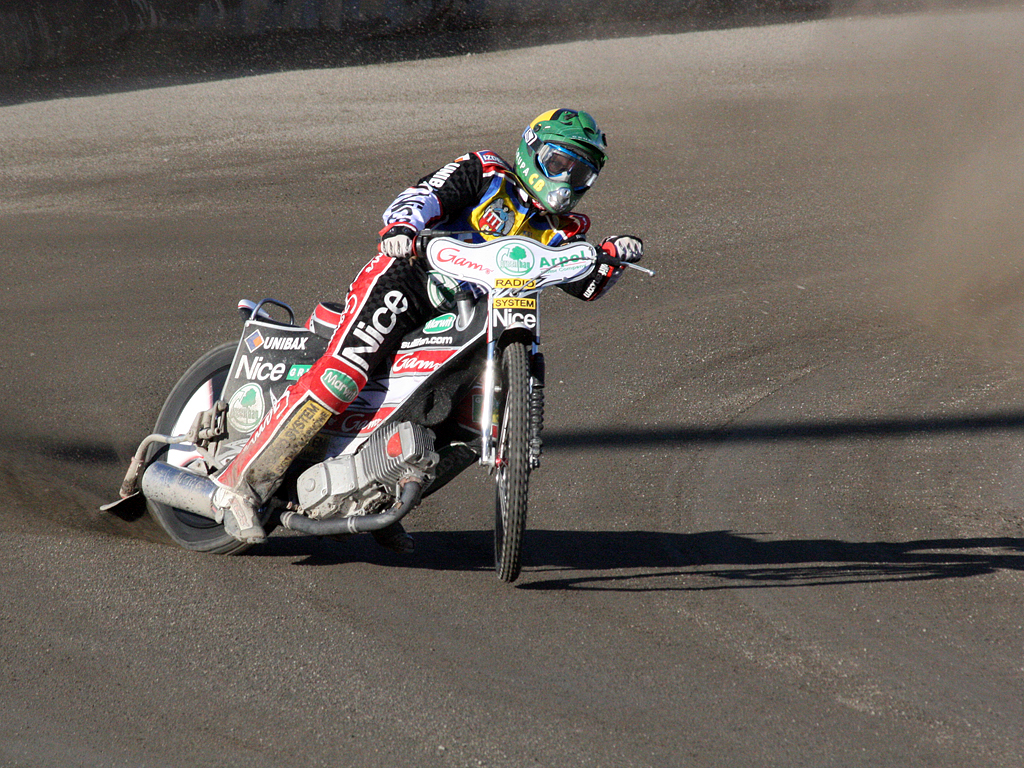
Ryan Sullivan (2009)

Ryan Geoffrey Sullivan (ur. 20 stycznia 1975 w Melbourne) – australijski żużlowiec.

## Życiorys

### Kariera sportowa
Brązowy medalista IMŚ z 2002 roku, w Grand Prix startował jako stały uczestnik w latach 1998–2005. W 1995 został II wicemistrzem świata juniorów, a w 1996 sięgnął po srebrny krążek w tej kategorii.
Zawodnik ten jest drugim najskuteczniejszym obcokrajowcem w historii w rozgrywkach w najwyższej lidze polskiej sezonu zasadniczego. Razem z punktami bonusowymi (ale bez bonusów za tzw. jokera) zgromadził 2623 pkt.
Pierwotnie w marcu 2013 ogłosił zakończenie kariery sportowej, a w lipcu 2013 na krótko wznowił ją.

### Życie prywatne
28 października 2011 r. w Toruniu poślubił Paulinę Ryczek. Ma trzech synów: Calluma, z poprzedniego związku, oraz Kobego i Liama, z małżeństwa z Pauliną.

## Przynależność klubowa
Wielka Brytania
- Peterborough Panthers (1994–1997)
- Poole Pirates (1998)
- Peterborough Panthers (1999–2003)
- Poole Pirates (2004–2005)
- Peterborough Panthers (2006)
- Peterborough Panthers (2008)

Polska
- Apator Toruń (1996–1998)
- Polonia Bydgoszcz (1999)
- Apator Toruń (2000)
- Włókniarz Częstochowa (2001–2006)
- Unibax Toruń (2007–2013)

Szwecja
- Kaparna Göteborg (1997–1998)
- Rospiggarna Hallstavik (1999–2002)
- Kaparna Göteborg (2003)
- Piraterna Motala (2004–2008)
- Rospiggarna Hallstavik (2009)

Rosja
- Turbina Bałakowo (2007–2008)
- Mega-Łada Togliatti (2011)

## Starty w Grand Prix (Indywidualnych Mistrzostwach Świata na Żużlu)

### Zwycięstwa w poszczególnych zawodach Grand Prix
| Nr | Dzień       | Rok  | Nazwa                        | Miejscowość | Tor                               | Długość toru |
| -- | ----------- | ---- | ---------------------------- | ----------- | --------------------------------- | ------------ |
| 1. | 8 czerwca   | 2002 | Grand Prix Wielkiej Brytanii | Cardiff     | Millennium Stadium (sztuczny tor) | 272m         |
| 2. | 22 czerwca  | 2002 | Grand Prix Słowenii          | Krško       | Stadion Matije Gubca              | 388m         |
| 3. | 31 maja     | 2003 | Grand Prix Szwecji           | Avesta      | Motor Stadion Brovalla            | 315m         |
| 4. | 30 sierpnia | 2003 | Grand Prix Skandynawii       | Göteborg    | Ullevi Stadion (sztuczny tor)     | 413m         |

### Miejsca na podium
| Nr  | Dzień       | Rok  | Nazwa                        | Miejscowość | Tor                               | Miejsce | Punkty | Biegi           | Zwycięzca        |
| --- | ----------- | ---- | ---------------------------- | ----------- | --------------------------------- | ------- | ------ | --------------- | ---------------- |
| 1.  | 18 września | 1998 | Grand Prix Polski            | Bydgoszcz   | Stadion Polonii                   | 2.      | 20     | (3,2,2,2)       | Tomasz Gollob    |
| 2.  | 28 sierpnia | 1999 | Grand Prix Polski            | Bydgoszcz   | Stadion Polonii                   | 3.      | 18     | (3,3,3,2,2,1)   | Hans Nielsen     |
| 3.  | 29 lipca    | 2000 | Grand Prix Wielkiej Brytanii | Coventry    | Coventry Stadium                  | 2.      | 20     | (2,3,3,3,3,2)   | Martin Dugard    |
| 4.  | 29 września | 2001 | Grand Prix Szwecji           | Sztokholm   | Stadion Olimpijski (sztuczny tor) | 3.      | 18     | (1,2,3,2,1)     | Jason Crump      |
| 5.  | 11 maja     | 2002 | Grand Prix Norwegii          | Hamar       | Vikingskipet                      | 2.      | 20     | (1,3,3,2,2)     | Tony Rickardsson |
| 6.  | 8 czerwca   | 2002 | Grand Prix Wielkiej Brytanii | Cardiff     | Millennium Stadium (sztuczny tor) | 1.      | 25     | (3,3,2,2,3)     | –                |
| 7.  | 22 czerwca  | 2002 | Grand Prix Słowenii          | Krško       | Stadion Matije Gubca              | 1.      | 25     | (3,3,3,3,3)     | –                |
| 8.  | 20 lipca    | 2002 | Grand Prix Czech             | Praga       | Stadion Markéta                   | 3.      | 18     | (3,3,3,3,1)     | Jason Crump      |
| 9.  | 31 maja     | 2003 | Grand Prix Szwecji           | Avesta      | Motor Stadion Brovalla            | 1.      | 25     | (2,3,2,3,3,3)   | –                |
| 10. | 30 sierpnia | 2003 | Grand Prix Skandynawii       | Göteborg    | Ullevi Stadion (sztuczny tor)     | 1.      | 25     | (3,3,2,1,3,3,3) | –                |

### Punkty w poszczególnych zawodachGrand Prix
| Sezon | Numer | 1      | 2      | 3      | 4      | 5         | 6      | 7      | 8      | 9      | 10     | 11 | Msc. | Pkt. |
| ----- | ----- | ------ | ------ | ------ | ------ | --------- | ------ | ------ | ------ | ------ | ------ | -- | ---- | ---- |
| 1998  | 9     | CZE 12 | DEU 7  | DNK 3  | GBR 16 | SWE 10    | POL 20 |        |        |        |        |    | 7    | 68   |
| 1999  | 7     | CZE 6  | SWE 3  | POL 14 | GBR 7  | POL II 18 | DNK 7  |        |        |        |        |    | 10   | 55   |
| 2000  | 8     | CZE 8  | SWE 12 | POL 8  | GBR 20 | DNK 8     | EUR 6  |        |        |        |        |    | 9    | 62   |
| 2001  | 9     | DEU 10 | GBR 15 | DNK 8  | CZE 15 | POL 14    | SWE 18 |        |        |        |        |    | 4    | 80   |
| 2002  | 4     | NOR 20 | POL 13 | GBR 25 | SVN 25 | SWE 11    | CZE 18 | SCA 11 | EUR 11 | DNK 13 | AUS 11 |    | 3    | 158  |
| 2003  | 3     | EUR 6  | SWE 25 | GBR 7  | DNK 8  | SVN 8     | SCA 25 | CZE 5  | POL 3  | NOR 7  |        |    | 9    | 94   |
| 2004  | 9     | SWE 7  | CZE 16 | EUR 11 | GBR 5  | DNK 4     | SCA 4  | SVN 4  | POL 6  | NOR 8  |        |    | 13   | 65   |
| 2005  | 13    | EUR 7  | SWE 3  | SVN 13 | GBR 1  | DNK 5     | CZE 9  | SCA 5  | POL 2  | ITA    |        |    | 14   | 45   |
| 2006  | 20    | SVN    | EUR    | SWE    | GBR    | DNK       | ITA    | SCA 1  | CZE 9  | LVA    | POL    |    | 18   | 10   |

| Statystyki        | Statystyki |
| ----------------- | ---------- |
| Starty            | 62         |
| Zwycięstwa        | 4          |
| Miejsca na podium | 10         |
| Finalista         | 12         |
| Punkty            | 637        |

## Osiągnięcia
Indywidualne Mistrzostwa Świata
- 1998 – 7. miejsce – 68 pkt → wyniki
- 1999 – 10. miejsce – 55 pkt → wyniki

do uzupełnienia
Indywidualne Mistrzostwa Świata Juniorów
- 1995 Finał Tampere  - brązowy medal → wyniki
- 1996 Finał Olching  - srebrny medal → wyniki

Drużynowe Mistrzostwa Polski
- 1996 – srebrny medal
- 2003 – złoty medal
- 2004 – brązowy medal
- 2005 – brązowy medal
- 2006 – srebrny medal
- 2007 – srebrny medal
- 2008 – złoty medal
- 2009 – srebrny medal
- 2010 – brązowy medal
- 2012 – brązowy medal

Drużynowe Mistrzostwa Świata
- 1999 – Zawody finałowe odbywały się w  Czechach – złoty medal → wyniki

Drużynowy Puchar Świata
- 2001 – Zawody finałowe odbywały się w  Polsce – złoty medal → wyniki
- 2002 – Zawody finałowe odbywały się w  Wielkiej Brytanii – złoty medal → wyniki
- 2003 – Zawody finałowe odbywały się w  Danii – srebrny medal → wyniki
- 2004 – Zawody finałowe odbywały się w  Wielkiej Brytanii – 5. miejsce → wyniki
- 2005 – Zawody finałowe odbywały się w  Polsce – 5. miejsce → wyniki
- 2006 – Zawody finałowe odbywały się w  Wielkiej Brytanii – 4. miejsce → wyniki
- 2007 – Zawody finałowe odbywały się w  Polsce – brązowy medal → wyniki

Indywidualne Mistrzostwa Australii
- 1997 brązowy medal
- 2002 brązowy medal
- 2004 złoty medal

Młodzieżowe Indywidualne Mistrzostwa Australii
- 1990 U16 - srebrny medal
- 1991 U16 - złoty medal
- 1993 U21 - złoty medal
- 1996 U21 - złoty medal

## Inne ważniejsze turnieje
| Osiągnięcia: | Osiągnięcia: | 4. miejsce (1998) | 4. miejsce (1998) | 4. miejsce (1998) | 4. miejsce (1998) |
| Sezon        | Miasto       | Msc               | Pkt               | Biegi             | Kluby             |
| 1998         | Gorzów Wlkp. | 4                 | 11+0              | (3,3,3,1,1)+0     | Toruń             |
| 2007         | Gorzów Wlkp. | 6                 | 8                 | (0,1,1,3,3)       | Toruń             |